# Blankoformularbedruckung
Blankoformularbedruckung (BFB) ist ein Verfahren in der Arztpraxis sowie in der Psychotherapeutischen Praxis zur Erstellung von Formularen. Die Formulare werden auf unbedrucktem Papier, beziehungsweise auf unbedrucktem Spezialpapier (fälschungssicheres Sicherheitspapier) mit Hilfe der Praxiscomputer-Software und einem geeigneten Laserdrucker erzeugt. Dabei wird das eigentliche Formblatt sowie die darin eingefügten patientenbezogenen Daten komplett ausgedruckt.

## Historisch
Im Januar 2003 wurde das Verfahren der Blankoformularbedruckung bundesmantelvertraglich zwischen der Kassenärztlichen Bundesvereinigung und den Spitzenverbänden der Krankenkassen vereinbart.

## Bedingungen
Die Teilnahme an diesem Verfahren ist freiwillig und bei der jeweiligen Kassenärztlichen Vereinigung antragspflichtig. Voraussetzung ist, dass die Softwarefirma der verwendeten Praxissoftware eine entsprechende Zulassung (BFB-Zertifizierung) von der Kassenärztlichen Bundesvereinigung erhalten hat.
Update zum 1. Januar 2017: Es ist keine gesonderte Genehmigung mehr notwendig. Es muss nur eine von der Kassenärztlichen Bundesvereinigung für die Blankoformularbedruckung zertifizierte Praxissoftware verwendet werden. Quelle: KBV

## Kritik
Vorteilhaft wirkt sich das Verfahren auf die Vereinfachung der Praxisabläufe aus. Ebenfalls von Vorteil ist der geräuschärmere Laserdrucker gegenüber dem wegen der Mehrfachschreibsätze/Durchschläge bisher notwendigen Nadeldrucker.
Nachteilig ist a) dass zum aktuellen Zeitpunkt (Stand: 2010) die Software zu diesem Verfahren bei vielen Softwarehäusern noch nicht ausgereift ist, b) das größere Druckvolumen, da das bisher vorhandene Formular mit ausgedruckt werden muss, und c) die Kosten zur verpflichtenden Anschaffung eines geeigneten Laserdruckers.

## Quelle
- Information der Kassenärztlichen Vereinigung Vereinbarung über den Einsatz des Blankoformularbedruckungs-Verfahrens zur Herstellung und Bedruckung von Vordrucken für die vertragsärztliche Versorgung - Vordruck-Vereinbarung Blankoformularbedruckung -  Anlage 2a  Stand: Januar 2016: Seite 7